# Yozo Aoki
Yozo Aoki, född 10 april 1929 i Japan, död 23 april 2014, är en japansk tidigare fotbollsspelare.